# Jozef Čapla
Jozef „Jojo“ Čapla (* 1. September 1938 in Bernolákovo; † 1. Februar 2023 in Augsburg, Deutschland) war ein tschechoslowakischer Eishockeyspieler und -trainer, der von 1969 bis 1972 beim Augsburger EV in der Eishockey-Bundesliga spielte. Mit der tschechoslowakischen Nationalmannschaft gewann er bei der Eishockey-Weltmeisterschaft 1965 die Silbermedaille. Er ist Autor zahlreicher Bücher über Eishockey und machte Eishockeyschläger mit gekrümmten Blatt in Osteuropa populär. Sein Sohn Boris Capla ist ehemaliger Eishockeyspieler und heutiger -trainer und -funktionär.

## Karriere
Jozef Čapla wurde in Bernolákovo geboren. Zum Eishockeysport kam er im Alter von 12 Jahren durch seine Schwester, die Eiskunstlauf praktizierte. Von 1956 bis 1969 spielte er für Slovan ChZJD Bratislava , mit Ausnahme von zwei Jahren Militärdienst (1957–1959), als er für ASD Dukla Jihlava spielte. Nach einem Sieg der tschechoslowakischen Junioren-Auswahl in Opava feierte Čapla zusammen mit einigen Mitspielern in der Stadt. Dabei ging die Glasscheibe eines Schaukastens der kommunistischen Partei durch einen Schneeball zu Bruch, was mit einer Bewährungsstrafe über vier Jahre für Čapla bestraft wurde, da er alle Schuld auf sich genommen hatte. Zudem wurde er für die komplette Saison 1959/60 suspendiert. Dieser Vorfall führte auch dazu, dass er trotz seiner Leistungen zunächst nicht für Auslandsreisen der Nationalmannschaft nominiert wurde. Erst 1965 wurde er für seine erste Weltmeisterschaft nominiert. Bei der Eishockey-Weltmeisterschaft 1965 in Finnland belegte das Nationalteam den Silberrang, wobei Čapla mit drei Toren und zwei Assists zu diesem Erfolg beitrug. Insgesamt bestritt er 32 Länderspiele für die tschechoslowakische Eishockeynationalmannschaft. Zwischen 1965 und 1969 war er Mannschaftskapitän von Slovan.
Bei Aufenthalten in Nordamerika, unter anderem bei Stan Mikita und bei einem Treffen mit Andy Bathgate, entdeckte er Eishockeyschläger mit gekrümmtem Blatt, die in Osteuropa unbekannt waren. Zusammen mit der Firma Artis aus Horažďovice entwickelte er neue Herstellungsverfahren. Die neuartigen Schläger wurden unter der Bezeichnung ALPAČ (Čapla rückwärts) auf den Markt gebracht, jedoch ausschließlich an Profimannschaften in der Tschechoslowakei vertrieben. Trotz der enormen Beliebtheit des Schlägers erhielt Čapla für seine Idee und Beiträge zu den Herstellungsverfahren nur 1.500 CSK.
1969 durfte Čapla nach Westdeutschland ausreisen, um dort Eishockey beim Augsburger EV zu spielen. 1972 konnte er seine Familie nach Augsburg holen, sein Schwiegervater die deutsche Staatsbürgerschaft besaß und seine Frau und seine Kinder diese annahmen. 1972 beendete er seine Spielerkarriere und wurde Trainer beim AEV. Weitere Trainerstationen waren der EV Füssen, der TEV Miesbach und der EHC Freiburg. Zudem war er fast zehn Jahre Cheftrainer der Landesauswahl des bayerischen Eishockeyverbands und gründete 1974 Deutschlands erste Sommerschule für Eishockey. Zu seinen Schülern zählten viele spätere deutsche Eishockeynationalspieler wie Klaus Merk, Uwe Krupp, Gerd Truntschka oder Tobias Abstreiter.
Čapla veröffentlichte in Deutschland drei Fachbücher zum Thema Eishockeytraining und Taktik. Weitere Bücher wurde in Tschechien und der Slowakei herausgebracht. Im Jahr 2015 schrieb er seine Autobiografie „Jojo Čapla – Hokejka Alpač, která změnila hokej“ (dt. „Jojo Čapla – Der Schläger Alpač, der das Hockey veränderte“).

## Erfolge und Auszeichnungen
- 1961 Slowakischer Vizemeister mit Slovan ChZJD Bratislava
- 1962 Slowakischer Vizemeister mit Slovan ChZJD Bratislava
- 1964 Slowakischer Vizemeister mit Slovan ChZJD Bratislava
- 1965 Slowakischer Vizemeister mit Slovan ChZJD Bratislava
- 1965 Silbermedaille bei der Weltmeisterschaft
- 1988 Aufstieg in die Bundesliga mit dem EHC Freiburg (als Trainer)

## Karrierestatistik
(Legende zur Spielerstatistik: Sp oder GP = absolvierte Spiele; T oder G = erzielte Tore; V oder A = erzielte Assists; Pkt oder Pts = erzielte Scorerpunkte; SM oder PIM = erhaltene Strafminuten; +/− = Plus/Minus-Bilanz; PP = erzielte Überzahltore; SH = erzielte Unterzahltore; GW = erzielte Siegtore; 1 Play-downs/Relegation; Kursiv: Statistik nicht vollständig)